# شب (فیلم ۱۳۸۶)
شب فیلمی به کارگردانی رسول صدرعاملی و تهیه‌کنندگی سید کمال طباطبایی و نویسندگی کامبوزیا پرتوی براساس طرحی از اصغر فرهادی ساخته سال ۱۳۸۶ است.

## خلاصه داستان
گروهبانی جوان، به نام  محسن که اهل مازندران است، برای تحویل دادن مجرمی سابقه‌دار به نام دکتر پرویز به زندان نهبندان، به علت محیا نبودن شرایط سفر مجبور می‌شود که به همراه مجرم و دستبند، شبی را در مشهد بگذراند و…

## بازیگران
- امین حیایی در نقش گروهان محسن گرایلی
- عزت‌الله انتظامی در نقش دکتر پرویز روشن چراغ
- خسرو شکیبایی در نقش سید رضا

## عوامل
- کارگردان: رسول صدرعاملی
- نویسنده: کامبوزیا پرتوی
- تهیه‌کننده: سید کمال طباطبایی
- مدیر فیلمبرداری: ابراهیم غفوری
- تدوینگر: بهرام دهقان
- آهنگساز: محمدرضا علیقلی
- صدابردار: محمد مختاری
- صداگذاری و ترکیب صدا: آرش اسحاقی و حسین مهدوی
- طراح صحنه و لباس: آیدین ظریف
- طراح چهره‌پردازی: محمدرضا قومی

## جوایز
امین حیایی برای ایفای نقش در این فیلم جایزه سیمرغ بلورین  بهترین بازیگر نقش اول مرد را از بیست و ششمین دوره جشنواره بین‌المللی فیلم فجر دریافت کرد. 
عزت الله انتظامی نیز تندیس زرین بهترین بازیگر نقش مکمل مرد را از جشنواره بین‌المللی فیلم بیروت برای ایفای نقش در این فیلم دریافت نمود.
همچنین این فیلم جایزه بهترین فیلم جشنواره مذهب ایتالیا را کسب کرده‌است.

### بیست و ششمین دوره جشنواره بین‌المللی فیلم فجر
| قسمت                                   | نامزد          | نتیجه    |
| -------------------------------------- | -------------- | -------- |
| سیمرغ بلورین بهترین موسیقی متن         | محمدرضا علیقلی | نامزدشده |
| سیمرغ بلورین بهترین بازیگر نقش اول مرد | امین حیایی     | برنده    |